# Avery Brundage
Avery Brundage (Detroit, Míchigan, 28 de septiembre de 1887-Garmisch-Partenkirchen, Alemania Occidental, 8 de mayo de 1975) fue un atleta y dirigente deportivo estadounidense. Entre 1952 y 1972 fue el quinto presidente del Comité Olímpico Internacional (COI), el único estadounidense en conseguirlo. Su gestión es recordada por su celosa defensa del deporte amateur y por las decisiones que tomó en los Juegos Olímpicos de 1936 y 1972.

## Biografía
Brundage nació en Detroit en 1887, hijo de Charles y Minnie (Lloyd) Brundage. Cuando tenía cinco años, su padre se mudó a Chicago y después abandonó a la familia. A pesar de todas esas dificultades, consiguió matricularse en la Universidad de Illinois para estudiar ingeniería civil. Al mismo tiempo, sobresalió en las competiciones universitarias del atletismo y pudo participar en los Juegos Olímpicos de Estocolmo 1912 en las categorías de pentatlón y decatlón.  Entre 1914 y 1918 se proclamó tres veces campeón nacional de atletismo, compaginándolo con un negocio propio en la construcción que le permitió amasar la mayor parte de su fortuna. Nunca aceptó un salario en toda su carrera deportiva.
Tras retirarse del atletismo, Brundage se convirtió en dirigente deportivo y alcanzó cierta fama entre las federaciones estadounidenses. Como presidente del Amateur Athletic Union desde 1928 y del Comité Olímpico Estadounidense desde 1928 hasta 1953, se opuso con firmeza al boicot de los Juegos Olímpicos de Berlín 1936 organizados por el gobierno nazi, a pesar de que las leyes de Núremberg suponían una violación de la carta olímpica. Ese año fue elegido miembro del COI en sustitución de Ernest L. Jahncke y se convirtió en una de las figuras más relevantes del movimiento olímpico hasta alcanzar la presidencia en 1952.
Durante su mandato, Brundage fue un convencido defensor del deporte amateur y contrario al profesionalismo y comercialización de los Juegos Olímpicos, aun cuando el deporte profesional empezaba a ser una realidad en la sociedad contemporánea. En su último gran evento, los Juegos Olímpicos de Múnich 1972, generó controversia al negarse a suspenderlos tras el asesinato de 11 deportistas israelíes en la Villa Olímpica, pronunciando las palabras «Los juegos deben continuar». Tras retirarse del COI a los 85 años, Brundage contrajo matrimonio con una princesa alemana y pasó sus últimos días en Garmisch-Partenkirchen, donde falleció en 1975.